# Jože Hujs
Jože Hujs, slovenski ekonomist, gospodarstvenik in politik * 11. marec 1929, Lendava.
Leta 1964 je diplomiral na Ekonomski fakulteti v Ljubljani, 1956-59 je bil direktor Zavoda za stanovanjsko gradnjo v Kranju, nato je do 1986 delal v Iskri, v letih 1967-70 je bil njen predstavnik v New Yorku. Hujs je bil generalni direktor (predsednik poslovodnega organa) nekdanjega SOZD-a Iskra v letih 1974-79, 1981-86 njen predstavnik v Zürichu v Švici. Vmes je bil tudi predsednik ekonomskega sveta in podpredsednik Izvršnega sveta Skupščine SRS (republiške vlade). Pod njegovim vodstvom se je Iskra preoblikovala v moderno podjetje.
1. ↑  Osebnosti - Veliki slovenski biografski leksikon. Ljubljana: MK. 2008.